# Îmi este indiferent dacă în istorie vom intra ca barbari
Îmi este indiferent dacă în istorie vom intra ca barbari este un film românesc din 2018 scris și regizat de Radu Jude.  Rolurile principale au fost interpretate de actorii Ioana Iacob, Alex Bogdan și Alexandru Dabija. A fost propunerea din partea României pentru Premiul Oscar pentru cel mai bun film străin,  dar nu a fost nominalizat. Filmul este o coproducție a unor companii din România, Germania, Bulgaria, Franța și Republica Cehă. A primit Marele Premiu, Globul de Cristal, la Festivalul Internațional de Film de la Karlovy Vary.
Titlul filmului este un citat dintr-un discurs al politicianului Mihai Antonescu în Consiliul de Miniștri, în vara anului 1941, când a început masacrul evreilor de la Odesa.. 

## Prezentare
Filmul examinează masacrul de la Odesa pe Frontul de Răsărit în 1941.
Regizoarea de teatru Mariana Marin (Ioana Iacob) intenționează să realizeze o reconstituire amplă a masacrului de la Odesa. În 1941 comandantul armatei române, Ion Antonescu, a ordonat ca represalii executarea de cetățeni evrei și au fost uciși sute de mii de oameni nevinovați. Mariana vrea să redea toate acestea în fața Palatului Regal din centrul Bucureștiului, dar se confruntă cu unele probleme neașteptate și ridicole, deoarece atât actorii amatori, cât și reprezentanții primăriei au opinii destul de puternice nu numai cu privire la ceea ce s-a întâmplat în realitate, dar și despre modul în care acea realitate ar trebui pusă în scenă și prezentată publicului.

## Distribuție
- Ioana Iacob ca Mariana
- Alex Bogdan ca Traian
- Alexandru Dabija ca Movila

## Vezi și
- Listă de filme istorice românești
- Listă de filme despre cel de-al Doilea Război Mondial